# Lac d’Annecy
Der Alpenrandsee Lac d’Annecy (deutsch See von Annecy) liegt im Département Haute-Savoie in Frankreich. Er ist der sechstgrößte See Frankreichs (den französischen Teil des Genfersees ausgenommen).
Der Lac d’Annecy wird von Gebirgsflüssen mit Wasser in Trinkwasserqualität gespeist. Die entsprechende Qualität des Sees selbst wurde wieder erreicht, nachdem die Einleitung von Abwässern radikal untersagt und die letzten Zuleitungen in den späten 1960er Jahren von Tauchern zwangsweise verschlossen wurden. Deshalb wird der See als „der sauberste See Europas“ vermarktet.

## Physikalische Daten
Der See hat eine Länge von 14,6 km, die Breite variiert von 800 m zwischen Duingt und dem Roc de Chère bis zu 3,35 km zwischen Veyrier-du-Lac und Sevrier. Auf einer Gesamtfläche von 27,59 km² verdunsten im Schnitt pro Jahr 15 Millionen m³, was gemeinsam mit dem Abfluss über den Thiou einen vollständigen Wasseraustausch alle vier Jahre bewirkt. Die Höhe des Wasserspiegels liegt bei durchschnittlich 446,80 m am Südende des Sees und 446,40 m in Annecy, was eine Steigung von 0,0027 % bedeutet. Die Durchschnittstemperatur liegt bei 6 °C im Januar und 22 °C im Juli.
Durch eine lange Trockenzeit im Jahre 1817 sowie Hitze ohne Regen in den Jahren 1906 und 1947 wurden Wasserstände deutlich unter dem normalen Niveau verzeichnet. Im Jahr 2003 senkte sich der Wasserspiegel im Juli um 35 cm unter normales Niveau.

## Sport und Freizeit
Der See stellt auch ein wichtiges Erholungsgebiet für die umliegenden Regionen dar. 
Am Ostufer des Lac d’Annecy in der Nähe von Talloires erhebt sich eine Felswand, die von Kletterern für das Deep Water Soloing genutzt wird.

## Sonstiges
In dem Film Claires Knie von Éric Rohmer aus dem Jahr 1970 ist der See von Annecy Kulisse und Ort der Spielhandlung.
2012 geschah in der Nähe des Sees ein professioneller Vierfachmord, der international großes Medienecho hervorrief.